# In the Sunset Country (film, 1915, King)
Pour les articles homonymes, voir In the Sunset Country.
Pour plus de détails, voir Fiche technique et Distribution.
In the Sunset Country (littéralement : Au pays du coucher du soleil) est un film muet américain réalisé par Burton L. King, sorti en 1915.
Un autre film réalisé par Frank Cooley portant ce même titre est sorti la même année, le 17 décembre.

## Fiche technique
- Titre : In the Sunset Country
- Réalisation : Burton L. King
- Scénario : F. McGrew Willis
- Producteur :
- Société de production : Bison Motion Pictures
- Société de distribution : Universal Film Manufacturing Company
- Pays d'origine :  États-Unis
- Langue : Anglais
- Métrage : 900 m
- Format : Noir et blanc — 35 mm — 1,33:1 — Muet
- Genre : Western
- Durée : 30 minutes
- Dates de sortie : 
  -  États-Unis : 11 septembre 1915

## Distribution
- Sherman Bainbridge : Kal McCloud
- Walter Rodgers : Four-Ace Baker
- Benson : Reverend James Thorpe
- Louella Maxam (en) : Nan Thorpe
- Jack Curtis